# マルティン・ロドリゲス (サッカー選手)
マルティン・ヴラディミル・ロドリゲス・トレホン（Martín Vladimir Rodríguez Torrejón、1994年8月5日 - ）は、チリ・アタカマ州ディエゴ・デ・アルマグロ出身のサッカー選手。D.C. ユナイテッド所属。ポジションはミッドフィールダー。チリ代表。

## 経歴

### 代表
U20年代からチリ代表に選出されており、アルゼンチン開催の南米ユース選手権2013にチリ代表の一員として参加した。同大会でチリは4位に入り2013 FIFA U-20ワールドカップ出場権を得たが、ロドリゲスは靱帯損傷のため参加を断念した。
2014年9月、A代表初招集。同月のハイチ戦でA代表初キャップ。
FIFAコンフェデレーションズカップ2017・オーストラリア戦で代表初ゴール。

## タイトル
ウアチパト
- プリメーラ・ディビシオン: 2012–クラウスーラ

コロコロ
- プリメーラ・ディビシオン: 2015–アペルトゥーラ
- コパ・チレ: 2016